# Ali Baba and the Forty Thieves (videogioco)
Ali Baba and the Forty Thieves è un videogioco di ruolo vagamente ispirato al racconto di Alì Babà e i quaranta ladroni, pubblicato nel 1981 per Atari 8-bit, nel 1982 per Apple II e probabilmente nel 1985 per Commodore 64 dall'editrice californiana Quality Software. Nel 1985 la StarCraft Inc. pubblicò conversioni per i computer giapponesi FM-7 e PC-88, con titolo Ali Baba o アリババ.
Nel 1986 venne ripubblicato dalla Electronic Arts nella raccolta Age of Adventure, presentata anche come Stuart Smith's Age of Adventure, per Apple II, Atari 8-bit e Commodore 64. La raccolta è un abbinamento di Ali Baba e The Return of Heracles del 1983. Entrambi vennero sviluppati principalmente da Stuart Smith, successivamente autore di Adventure Construction Set (1984), e hanno un sistema di gioco simile a quest'ultimo, tanto da potersi considerare suoi precursori.
Ali Baba and the Forty Thieves è a sua volta un'evoluzione di Fracas, un gioco di Stuart Smith uscito per Apple II nel 1980, con immagini realizzate tramite caratteri di testo.

## Modalità di gioco

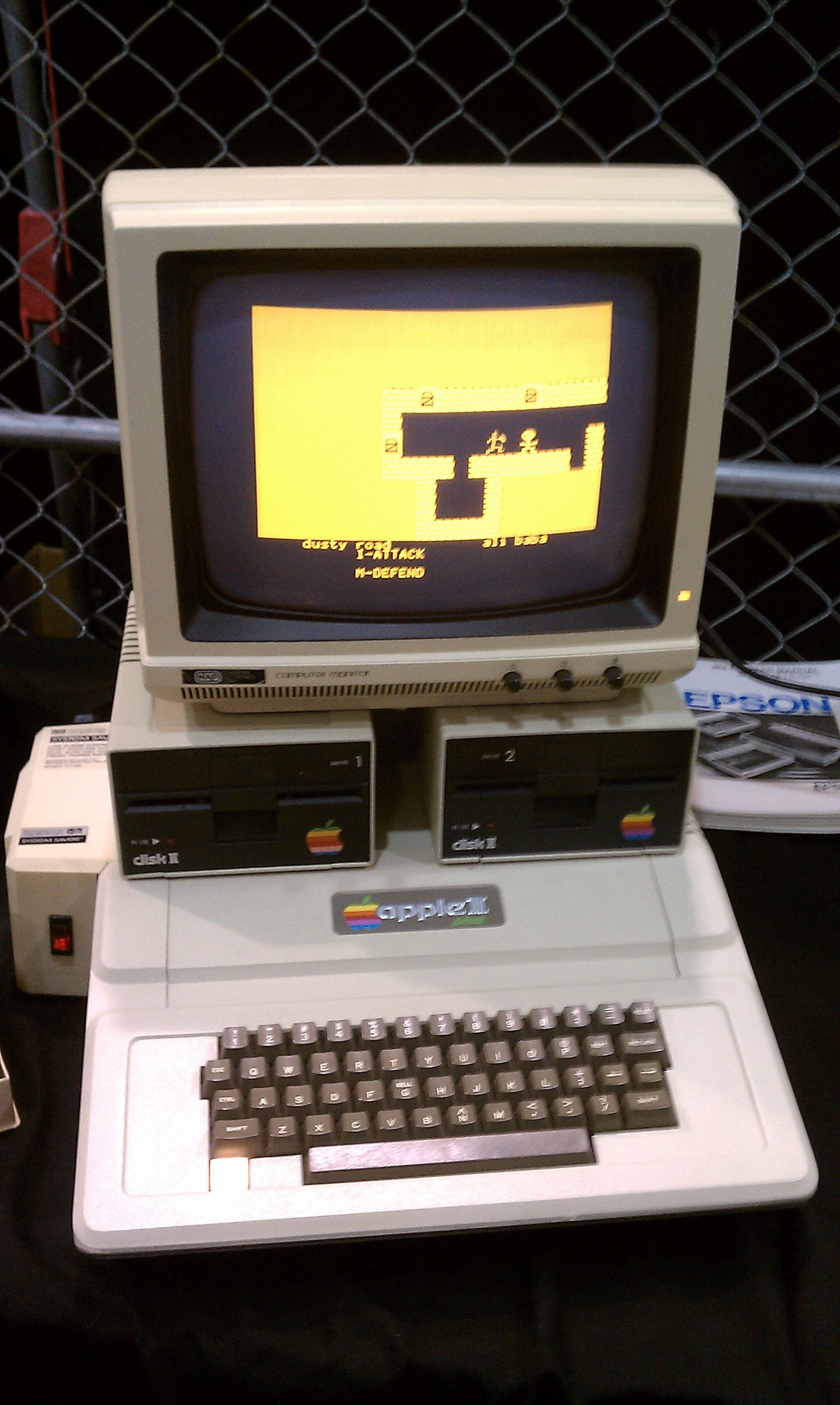
Un Apple II con il gioco in esecuzione su schermo monocromatico

Possono prendere parte all'avventura uno o più eroi in cooperazione, con l'obiettivo di liberare la principessa Buddir, rapita dai ladroni e portata nel loro covo sotterraneo nella montagna, e riportarla a casa. Gli eroi agiscono a turno e possono essere controllati da un unico giocatore o spartiti tra più giocatori; se si usano i joystick, a ogni eroe si può assegnare un diverso joystick. Si inizia sempre con Alì Babà e sono disponibili altri 16 guerrieri, che nel corso della partita si possono far entrare o uscire dal gioco in ogni momento, anche ripristinando i personaggi defunti. Inoltre è possibile trovare sul campo alcuni personaggi da reclutare, tra cui la stessa Buddir, sebbene non sia una combattente.
Il gioco si svolge su una mappa, divisa idealmente in caselle quadrate, che mostra personaggi e creature sotto forma di icone, pareti e altri ostacoli, porte, negozi, tesori, rune che danno informazioni. I personaggi si muovono in orizzontale e verticale tra le caselle. Ci sono in tutto 62 stanze, mostrate una o poche alla volta e identificate da un nome, con lo stesso tipo di pareti anche quando rappresentano luoghi all'aperto. Sotto la visuale della mappa c'è il menù dei comandi, operato con i controlli direzionali, esclusa la versione Apple II che usa i tasti alfabetici. I testi sono in inglese, tradotti in giapponese nelle versioni FM-7 e PC-88. Tra i principali comandi ci sono attaccare e difendere, possibili solo se si hanno ancora almeno metà dei movimenti disponibili per turno, e riposare per guarire.
L'area menù può mostrare anche le informazioni di stato di ciascun personaggio. Le caratteristiche numeriche che li definiscono sono punti ferita, forza, agilità, velocità. Forza e agilità influenzano il combattimento, la velocità esprime il numero di caselle attraversabili a ogni turno. I personaggi giocanti sono umani, elfi, nani o halfling, con proprie caratteristiche razziali.
Come equipaggiamento, ogni personaggio può avere un'arma grande e una piccola, armatura e denaro. L'arma grande (spada, mazza, ecc.) consente di attaccare nemici nelle caselle adiacenti, quella piccola (pugnale o simile) si utilizza nella lotta quando si entra nella casella del nemico. Tutte le armi hanno due caratteristiche, la potenza e la resistenza, che determina il rischio di rottura in battaglia. L'armatura riduce i danni subiti, ma anche l'agilità. Il denaro in grandi quantità può invece ridurre la velocità. Il risultato degli attacchi è calcolato dal computer in base a molti fattori, illustrati nel manuale.
Ci sono oltre 100 tipi di nemici, tra ladroni, animali e creature fantastiche, alcuni dei quali appaiono in punti casuali. Hanno caratteristiche numeriche analoghe a quelle dei personaggi, descritte nel manuale del gioco. C'è un'opzione per impostare il tasso di rigenerazione dei nemici. Può accadere anche che si attacchino tra di loro. C'è qualche rompicapo da risolvere, ma perlopiù si procede combattendo nemici, sebbene sia teoricamente possibile raggiungere l'obiettivo senza combattere.
C'è l'opzione per salvare la partita su disco.